# 6SN7
La válvula 6SN7 es un triodo dual, con una base octal. Aunque las válvulas octales de serie 6S se encuentran normalmente encapsuladas en metal, la 6SN7 se encuentra con un encapsulamiento de vidrio tipo GT. La 6SN7 es básicamente dos triodos 6J5 en una válvula.

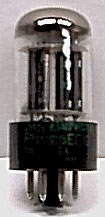
Válvula 6SN7GT nueva (fabricada en los años 80)

## Historia
Originalmente publicada en 1939, fue oficialmente registrada en 1941 como la válvula 6SN7G. Durante la Segunda Guerra Mundial, una versión ligeramente mejorada fue lanzada con el nombre de 6SN7A, e incluso después se hizo una versión todavía más mejorada, la 6SN7W, para usos militares.
Con el surgimiento de la televisión, la 6SN7 era apta para ser usada como amplificadora vertical del Tubo de rayos catódicos. Cuando el tamaño de las pantallas se fue agrandado, la válvula ya no era apta debido a su poco voltaje y potencia para las pantallas grandes. Para solucionar esto, se hicieron versiones mejoradas con mayor voltaje y potencia llamadas las 6SN7GTA (General Electric, 1950) y la 6SN7GTB (General Electric, 1954). La 6SN7GTA tenía una disipación de ánodo de hasta 5W. La 6SN7GTB es idéntica a la 6SN7GTA excepto porque tiene un calentamiento de filamento controlado, para ser utilizada en las televisiones con los filamentos en serie de 600mA.
La 6SN7 necesita 6,3V 600mA de voltaje y amperaje para encender el filamento. La equivalente con un filamento de 12V es la 12SN7GT o 12SN7GTA (12,6V 300mA). También hubo raras válvulas 8SN7 (8,4V 450mA).
Numerosas otras variantes de la 6SN7 se han fabricado durante años, incluyendo la 7N7 (Sylvania 1940, con base loctal), 5692 (RCA 1948, una versión de lujo con una vida garantizada de 10.000 horas), 12SX7 (RCA 1946, pensada para usarse en la electrónica de 26V para los aviones), 1633 (RCA 1941, también para radios de 26V), 6042 (1951, otra como la 1633), y 6180 (1952). El indicador militar de América para la 6SN7GA era la VT-231, y la inglesa era la CV1988. Otros diseñadores Europeos includen la ECC32, 13D2 y B65. Cada uno de los ordenadores gigantes SAGE usaron miles de 5692s como Flip-flops.
Era muy usada como preamplificadora de audio en el periodo de los años 40-55, usualmente en la etapa driver de los amplificadores de potencia. El diseñador de los famosos amplificadores Williamson, uno de los primeros diseños de alta fidelidad verdaderos, sugirió el uso de la 6SN7 debido a que era similar a los triodos británicos que usaba en su circuito. En la mayoría de las aplicaciones de después de los años 50 fue reemplazada por la 12AU7, después por transistor en los años 60.
La 6SN7 era considerada obsoleta en los años 60 y eran casi imposibles de encontrar. Sin embargo, con el resurgimiento del interés en los amplificadores valvulares, la fabricación de las 6SN7s (junto con su compañera de mayor ganancia, la 6SL7) fue retomada.
Las 6SN7s siguen fabricándose hoy en día en Rusia y China bajo el viejo designador soviético de 6N8S, y se continúan usando en algunos amplificadores a válvulas de alta fidelidad. La 6SN7 es similar, pero no idéntica, a la 12AU7.
La 6CG7 es una válvula en miniatura fabricada por RCA en 1951 que tiene características similares. También se fabricó una versión de 8,4V 450mA llamada la 8CG7. Los británicos hicieron una válvula de un solo triodo con características idénticas a un triodo de la 6SN7, la válvula L63.